# حواء (مسلسل كوري جنوبي)
حواء (بالكورية: 이브)؛ هو مسلسل تلفزيوني كوري جنوبي، من بطولة سيو يي جي، لي سانغ-ايوب، بارك بيونغ-اون، يو سون. هي قصة حب قاتلة بين رجلين وامرأة تحلم بالانتقام. عرض على قناة تي في إن كل يومي الأربعاء والخميس من 1 يونيو إلى 21 يوليو 2022.

## القصة
تدور القصة حول قضية طلاق لعائلة تشايبول بقيمة 2 تريليون وون (حوالي 1.7 مليار دولار) والتي صدمت الأمة بأكملها. لي رائيل، التي تحملت ماضي عائلتها المئساوي، تتحول إلى شخصية مملؤة بالكراهية وتريد الانتقام من من تسببوا في تدمير عائلتها

## طاقم

### رئيسي
- سيو يي جي بدورلي را ايل[11]

التي ولدت بين أب عبقري وأم جميلة. بعد أن تعرضت لوفاة والدها الصادمة في سن مبكرة، تتحول إلى امرأة تشبه «الزهرة الخطرة» ذات السحر المميت. را ايل هي أيضًا المرأة في مركز دعوى الطلاق باهظة الثمن بشكل لا يصدق، وهي تخطط لإسقاط كانغ يون كيو (بارك بيونغ يون)، الرئيس التنفيذي لشركة LY Group وأحد المذنبين الرئيسيين الذين دمروا عائلتها.
- لي سانغ-ايوب بدور سيو إيون بيونغ[12]

أصغر عضو في مجلس الأمة، وطالب موهوب من دار للأيتام تغلب على ماضيه المؤلم وارتقى إلى مركزه الحالي، لكنه عازم على التخلي عن كل شيء من أجل الحب.
- بارك بيونغ-اون بدور كانغ يون جيوم[13]

الرئيس التنفيذي لشركة أل واي جروب، رجل الأعمال الناجح، ورجل كان مخلصًا لعائلته ويعمل بدون فضيحة واحدة مع إدارة ذاتية مثالية، لكنه يقع في حب را ايل بعد لقائها.
- يوسون بدور هان سو را[12]

الابنة الوحيدة لأقوى سياسي وزوجة كانغ يون جيوم، وهي شخص يعاني من عدم استقرار عاطفي وهوس بزوجها.

### داعم
- سو هي جونغ بدور كيم جي يونغ[14]

المساعدة الخاصة لـ سيو اون بيونغ.
- سون سو مانج بدور إيون دام ري[15]

زوجة ابن شركة كبيرة وابنة مجموعة توزيع تمتلك متجرًا متعدد الأقسام.
- جيون غوك هوان في دور هان بان لو

لقد شغل منصب رئيس الوزراء في كلا النظامين وكان بمثابة العقل الأساسي لحزب. إنشاء أنظمة دون فشل من خلال خبرته في كيفية تحريك الجماهير والتوصل دائمًا إلى الحلول. العديد من السياسيين ورجال الأعمال ينحنون رؤوسهم أمامه. كما انه يحب ابنته سورا ويهتم بها. برغم انه أحد الأسباب في افساد ابنته.

## المشاهدات
| الموسم | الموسم | رقم الحلقة | رقم الحلقة | رقم الحلقة | رقم الحلقة | رقم الحلقة | رقم الحلقة | رقم الحلقة | رقم الحلقة | رقم الحلقة | رقم الحلقة | رقم الحلقة | رقم الحلقة | رقم الحلقة | رقم الحلقة | رقم الحلقة | رقم الحلقة | المتوسط |
| الموسم | الموسم | 1          | 2          | 3          | 4          | 5          | 6          | 7          | 8          | 9          | 10         | 11         | 12         | 13         | 14         | 15         | 16         | المتوسط |
| ------ | ------ | ---------- | ---------- | ---------- | ---------- | ---------- | ---------- | ---------- | ---------- | ---------- | ---------- | ---------- | ---------- | ---------- | ---------- | ---------- | ---------- | ------- |
|        | 1      | 763        | 776        | 650        | 677        | 727        | 824        | 798        | 909        | 816        | 780        | 745        | 728        | 732        | 859        | 786        | 931        | 781     |

وفقاً لنيلسن كوريا، فقد حققت الحلقة السادسة من المسلسل متوسط تقييم بنسبة 3.9% بحوالي 824 الف مشاهدة.
| الحلقات | تاريخ البث    | تقييمات "نيلسن كوريا" | تقييمات "نيلسن كوريا" |
| الحلقات | تاريخ البث    | على الصعيد الوطني     | منطقة العاصمة         |
| --- | ------------- | --------------------- | --------------------- |
| 1 | 1 يونيو 2022  | 3.644%                | 3.256%                |
| 2 | 2 يونيو 2022  | 3.700%                | 3.419%                |
| 3 | 8 يونيو 2022  | 3.009%                | 2.872%                |
| 4 | 9 يونيو 2022  | 2.967%                | 2.495%                |
| 5 | 15 يونيو 2022 | 3.537%                | 3.971%                |
| 6 | 16 يونيو 2022 | 3.919%                | 3.822%                |
| 7 | 22 يونيو 2022 | 3.571%                | 3.599%                |
| 8 | 23 يونيو 2022 | 4.141%                | 4.230%                |
| 9 | 29 يونيو 2022 | 4.093%                | 3.985%                |
| 10 | 30 يونيو 2022 | 3.852%                | 3.618%                |
| 11 | 6 يوليو 2022  | 3.630%                | 3.469%                |
| 12 | 7 يوليو 2022  | 3.690%                | 3.363%                |
| 13 | 13 يوليو 2022 | 3.354%                | 3.342%                |
| 14 | 14 يوليو 2022 | 3.782%                | 3.461%                |
| 15 | 20 يوليو 2022 | 3.685%                | 3.681%                |
| 16 | 21 يوليو 2022 | 4.497%                | 4.639%                |
| المعدل | المعدل        | 3.692%                | 3.576%                |
| - تُبث هذه الدراما على قناة الكابل / التلفزيون المدفوع الذي عادةً ما يكون جمهورها أصغر نسبيًا مقارنةً بالمحطات التلفزيونية / العامة (KBS ، SBS ، MBC ، EBS). |               |                       |                       |

## الإنتاج

### صناعة
- تخطيط الإنتاج : كيم يونغ كيو (S.D).
- فريق العمل : سي-جيس إنترتينمنت.[19]
- كتابة وإخراج : المسلسل من إخراج بارك بونغ سيوب الذي عمل على مسلسل «رفيقة العشاء».[20] ومن كتابة يون يونغ مي التي كتبت مسلسل الساحرة الطيبة، ميلاد جميلة.[21]

### تصوير
في 21 نوفمبر 2021، أُعلن عن بدء التصوير، مع تحديد موعد العرض الأول للمسلسل وهو النصف الأول من عام 2022.

### الإصدار
في 25 فبراير 2022، تم إصدار أول صور من القراءة الأولى لسيناريو.
في الأصل، كان من المقرر عرض المسلسل في 25 مايو 2022، ولكم تم تأجيله لمدة أسبوع واحد بهدف تحسين الجودة، ليعرض في 1 يونيو 2022.

## روابط خارجية
- الموقع الرسمي
 (باللغة الكورية)
- حواء على موقع IMDb (الإنجليزية)
- حواء على موقع نتفليكس (الإنجليزية)
- حواء على موقع ليتربوكسد (الإنجليزية)
- حواء على موقع قاعدة بيانات الفيلم (الإنجليزية)
- حواء على هانسينما